# Vuorisaari (ö i Södra Savolax, Nyslott, lat 62,18, long 28,55)
Vuorisaari är en ö i Finland. Den ligger i sjön Enonvesi och i kommunen Nyslott i  landskapet Södra Savolax, i den sydöstra delen av landet, 290 km nordost om huvudstaden Helsingfors. Öns area är 8,8 hektar och dess största längd är 0,6 kilometer i sydöst-nordvästlig riktning.